# Bowdichia nitida
Bowdichia nitida är en ärtväxtart som beskrevs av George Bentham. Bowdichia nitida ingår i släktet Bowdichia och familjen ärtväxter. Inga underarter finns listade i Catalogue of Life.